# Bettina Hoy
Pour les articles homonymes, voir Hoy.

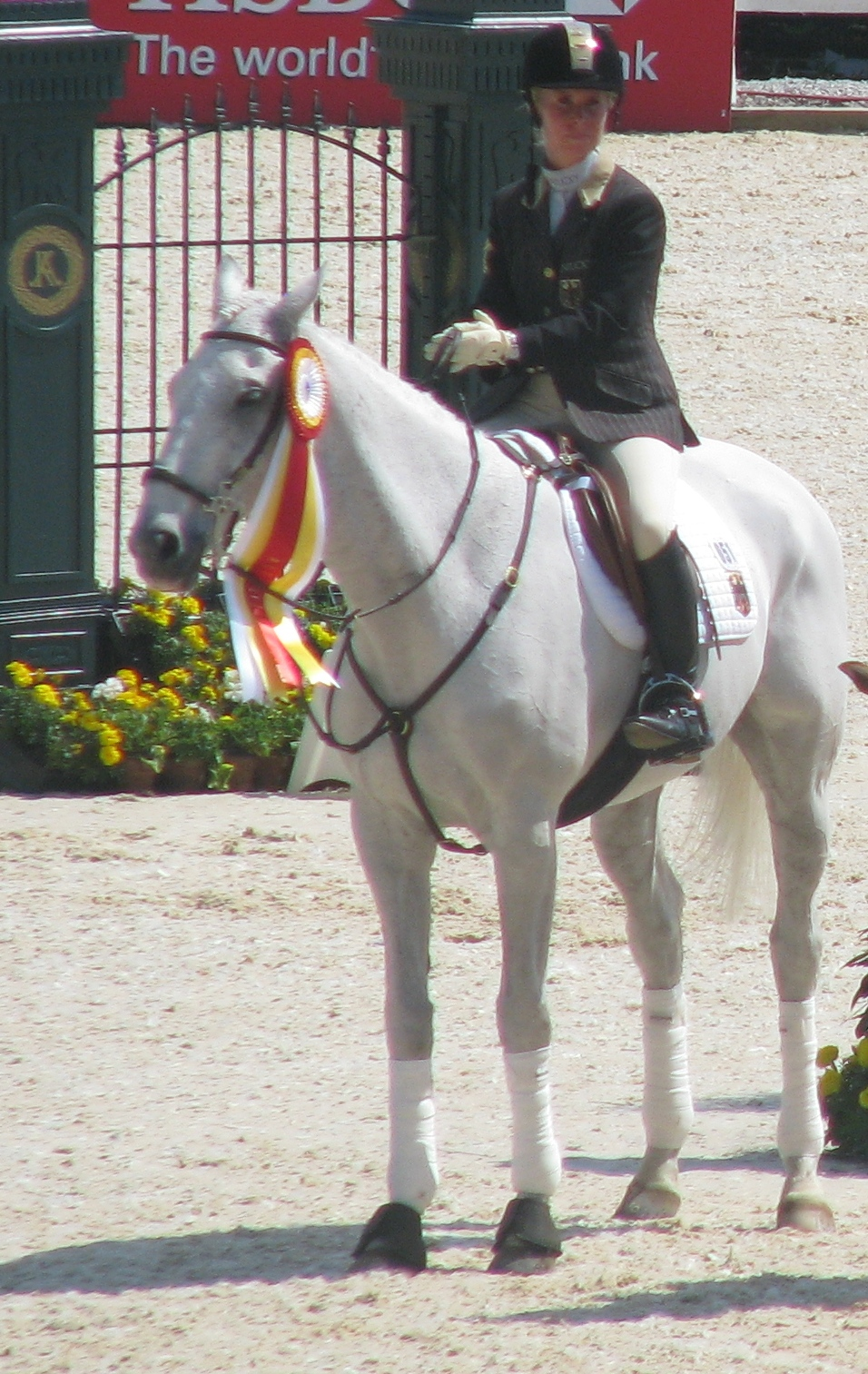
Bettina Hoy et Ringwood Cockatoo, CCI 4* Lexington 2009

Bettina Hoy, née le 7 novembre 1962 à Rheine, est une cavalière allemande de concours complet d'équitation, médaillée au championnat du Monde de concours complet. Elle est mariée au cavalier de concours complet Andrew Hoy.